# Tableau des cantiques

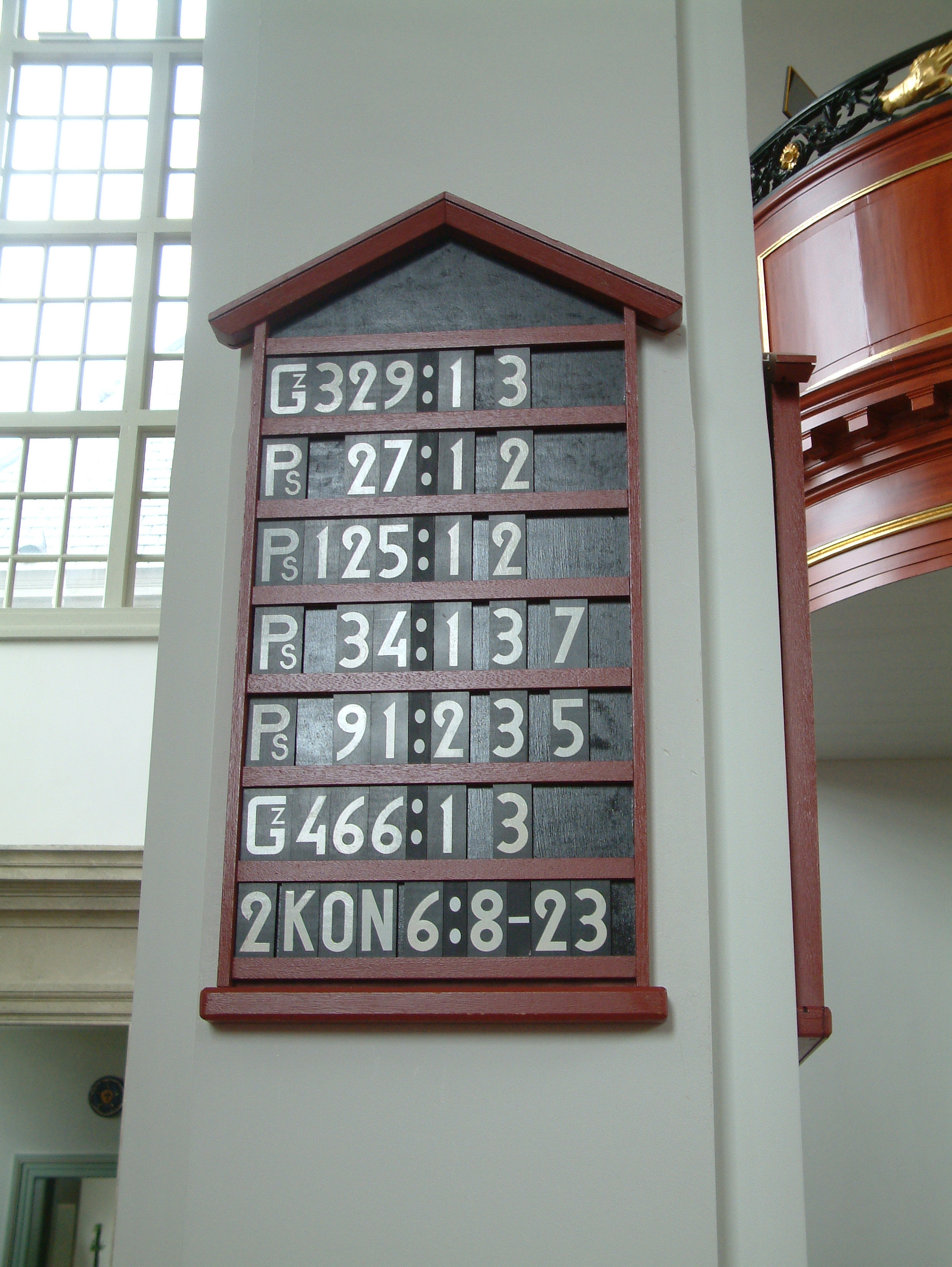
Tableau des cantiques à Zoetermeer, Pays-Bas, avec chant des psaumes

Un tableau des cantiques est un tableau qui répertorie les hymnes qui seront chantés pendant une célébration religieuse. Les chants sont indiqués par le numéro sous lequel l'hymne apparaît dans l'hymnaire, ce qui permet à l'assemblée de mettre en signet les pages de l'hymne à l'avance,,. 

## Histoire
Les planches d'hymnes ont leur origine au XVIe siècle. À l'origine, la pratique habituelle était d'écrire les premières lignes des hymnes au tableau, mais au début du XVIIIe siècle, il est devenu plus courant de se référer aux numéros des hymnes dans l'hymnaire de l'église.  